# 탄둔

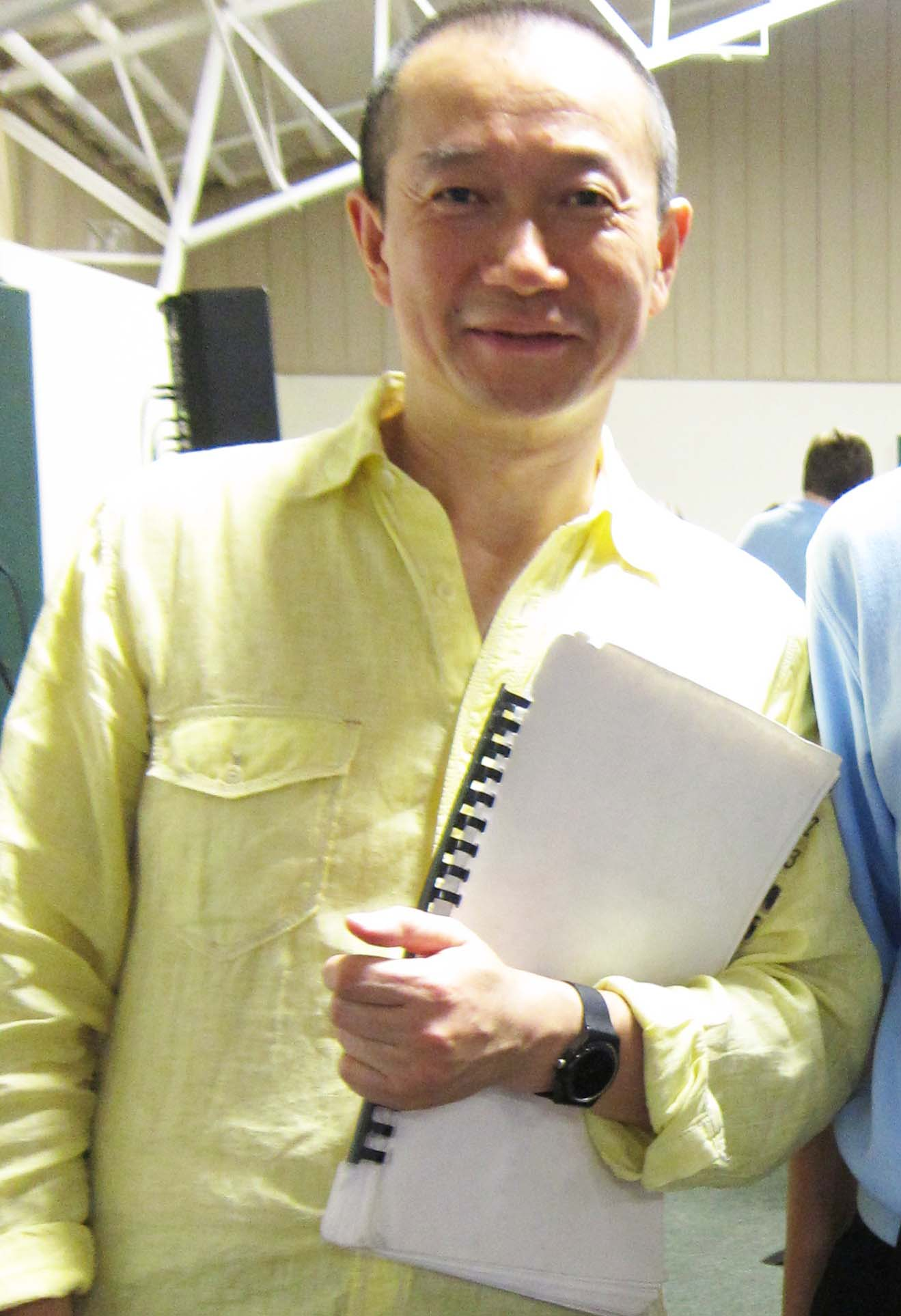
탄둔

탄둔 (중국어: 譚盾, 병음: Tán Dùn; 1957년 8월 18일 ~ , 중국 후난성 창사시 출생)은 중국의 작곡가이다.

## 작품
1997년에 홍콩이 중국에 반환되었을 때, 탄둔은 요요 마를 위한 작품인 《Symphony 1997: Heaven Earth Mankind》을 위촉 받아 작곡하였다. 1998년 작품인 《마르코 폴로(Marco Polo)》는 그라베마이어 상을 수상했다. 2000년에는 요한 제바스티안 바흐 서거 250주년을 기념하는 의미에서 《Water Passion after St. Matthew》를 작곡하였다. 영화 《와호장룡》의 음악 작곡으로 2000년 아카데미 상을, 2002년 그래미 상을 받았다.